# Cristianesimo in Birmania
Il cristianesimo in Birmania è la seconda religione per diffusione, dopo il buddhismo. La nuova costituzione del 2008 riconosce nella sezione 361 una speciale posizione al buddhismo come religione praticata dalla maggioranza della popolazione della Birmania, ma riconosce anche il cristianesimo, l'islam e l'induismo in quanto religioni esistenti al momento dell'entrata in vigore della costituzione. La libertà religiosa è formalmente garantita, ma sono previste eccezioni che permettono di limitarla, agganciandosi alla norma costituzionale che vieta l'abuso politico delle religioni. L'89% della popolazione birmana è di religione buddhista, mentre i cristiani rappresentano circa il 6% della popolazione.

## Confessioni cristiane presenti

### Chiesa cattolica
La Chiesa cattolica in Birmania fa parte della Chiesa cattolica mondiale, sotto la guida spirituale del Papa a Roma. Dal punto di vista territoriale, la Chiesa cattolica è organizzata con tre sedi metropolitane (l'arcidiocesi di Yangon, l'arcidiocesi di Mandalay e l'arcidiocesi di Taunggyi) e tredici diocesi suffraganee. I cattolici rappresentano circa l'1% della popolazione.

### Protestantesimo
I protestanti rappresentano l'80% dei cristiani birmani, cioè quasi il 5% della popolazione. Sono presenti in Birmania con diverse denominazioni:
- Convenzione battista del Myanmar: è affiliata all’Alleanza mondiale battista ed è la maggiore denominazione protestante presente nel Paese (rappresenta circa il 3% della popolazione);
- Chiesa della Provincia del Myanmar: è affiliata alla Comunione anglicana e conta più di 60.000 membri;
- Chiesa presbiteriana del Myanmar, espressione del presbiterianesimo: conta circa 30.000 membri;
- Chiesa Metodista dell’Alto Myanmar, affiliata al movimento metodista: conta circa 27.000 membri;
- Chiesa Metodista del Basso Myanmar, anch’essa affiliata al movimento metodista: conta poco più di 2.000 membri.